# Nomia cuneata
Nomia cuneata là một loài Hymenoptera trong họ Halictidae. Loài này được Saussure mô tả khoa học năm 1890.